# 多数決
多数決（たすうけつ、英語: majority decision）とは、ある集団において意思決定を図る際に、多数派の意見を採用する方法のこと。

## 概説
ある集団の意思決定をする。技術として、参加する単位の数を比較して多数の意思を
集団の意思とする。

### 多数決の前提条件
1 集団の利益になる意思決定。

　損失になる意思決定も考えられるが、目的は集団の利益である

2 集団の範囲の明示、確定。

　集団の一単位の権利として意思表示が数量化できる。

3　数量による比較と、公正な検証

　たとえば、ビットコインはブロックチェーンの長さで、現在の状態が最大の情報量であることで正当だと証明している。

### 政治的な意思決定
ある集団の全ての構成員個々からの意見表明を元にして、その集団が採用する意思決定をするための手法である。一般的には単記非移譲式投票によって実施される。
より多くの人間が納得する結論を導き出すこと、特定の人物の決定に委ねないことから、民主制と深く関連したものであり、民主制の中では手続き的妥当性から採用されていることが多いが、論理的には民主制において必須なものではなく、全員が納得するまで議論し続ける形の民主制もあり得る。また、どんな2人を選びだしても、十分細部まで比較すれば、同一の意思を共有することはない。したがって、多数決には個々の意志の互譲や切り捨てが必ず伴う。単純な多数決は衆愚政治へとつながる危険性をはらんでいる。多数決はつねに少数意見の無視をともなう「多数派による専制」（トクヴィル）の側面があり「最大多数の最大幸福」（功利主義）がもたらす倫理上の負の側面をつねにはらむ。
多数決の正当性について、多数が必ずしも客観的に真実であり妥当なものを捉えられるものではない、とする批判がある一方で、少数説との比較において多くが相対的に良いと判断するものを選ぶことに最低限の正当性を認める発想がある。
日本においては、寺院などでも、多数決によって賛否を決める方法は古くからおこなわれていた。ただし、単純過半数で議論を決することはほとんどなく、目に見える程度の差が生じなければその案が採用されることはなかったという（「多分の理・多分の評定」）。

## 多数決の方法
多数決には次のような方法がある。
過半数
全体の半数より多い数をもって決するもので最も原則的な形態とされている方法。過半数は出席議員数を2で除した値の整数部分に1を加えて得られた数である。
特別多数
過半数よりもさらに多い特定の数をもって決する方法。意思決定を著しく困難なものにするおそれがあることから議事の性質上特に慎重さを要するとされるものに例外的に採用される。
比較多数
過半数に達しているか否かを問わずに相対的に多数であるものによって決する方法。比較多数の方法では少数者の意思によって決することになる場合を生じることがあるが、これは事実上少数支配を肯定する結果となることから一般的には採用されない。議会内の選挙において用いられることがある。
なお、多数決の方法について、「相対多数」というときは比較多数を意味するが、「絶対多数」というときは比較多数の対義語として過半数と特別多数の総称として用いられる場合のほか、単に過半数を意味するものとして用いられる場合もある。

## 多数決の正当化の仕方
- 正当性の契機

主権をもつすべての合議員が議論に参加し、結果として優勢な結論として得られたものを意思決定の正当性の契機ととられるもの。
- 主権の平等性

主権の至上性や平等性は比較を受け付けない。合議員が互いの主権を最大限尊重（尊敬）している場合、たった一票の反対であっても合意は成立しない（全会一致）が、急迫性のある議題については多数決によるにせよ、その合意の困難さに見合うだけの費用をもって少数派（多数派）との互譲が事後的に行われるはずである（緊急動議）。
- 経験論的見地

判例の蓄積により社会的に受け入れられつつある合意については、少数派の反論（少数説）を考慮しながらも当面の合意事項として公式な法として明文化することが可能である。
- 功利主義的見地

各主権者（主体）の効用を最大化させるための費用便益分析は可能であり、最適費用が算出可能な場合、合意には正当性がある（最小原理）。空港騒音問題に際して、圧倒的多数派が防音対策や夜間発着禁止などの費用を負担する代わりに、少数派が日常での不便･不具合を忍従するといった場合。難破船の食料不足を解決するために、最も弱った船員を殺傷して食料とする合意（ミニョネット号事件･ひかりごけ事件）。
- 宗教的な規律

多数決が宗教上の手続きによって定められているもの。寺院などで行われているもの。
- 陪審定理

政治思想とは無関係の理論体系である確率論を用いて、多数の一般国民による多数決は少数のエリートによる意思決定を越える信頼性を持つことを主張している。
- 紛争モデル

時代・地域を問わず最も普遍的な正当性を持つ意思決定の方法は、構成員同士による武力衝突である。この意思決定方法は極めて普遍的な正当性を持ち、有史以来、異なる意思決定制度を用いる国家間にすら共通の合意形成を強制してきた。多数決はこれを簡便化し低コストで模倣したものであり、武力衝突に準ずる普遍的な正当性を得ることが出来る。例えばスイスのランツゲマインデでは、剣が、それを携帯している参加者の投票権を証明した。革命・内乱・暴動・クーデターなどの決定的な分断と暴力行為から主権を保護するための最適モデルとして投票行動の正当性が主張される。
- 全会一致の幻想

全会一致がつねに求められる場合、なんらかの抑圧により少数者の意見（利益）がないがしろにされている可能性がある。少数意見（利益）の実在を確認することによって合意の反証可能性が確保される。

## 多数決の問題点
- 少数意見の抑圧

評議員に平等の主権を前提とした場合、つねに少数意見（少数利益）が抑圧される危険性がある。「多数派による専制」。少数派の自治や多数派との盟約（コンパクト）などが利用される。
- ちなみに、アメリカの発明家トーマス・エジソンは青年時代に押しボタン式の投票装置を発明し、議会において賛成票と反対票の数を瞬時に集計できる画期的な機械として売り込みを図ったが、そのような機械で少数意見を簡単に切り捨てることは民主政治の精神に反するとして、実際の議会では採用されなかった。
- ヘルベルト・マルクーゼは、1965年に寛容の本質について論じた『抑圧的寛容』（Repressive Tolerance）において「多数派による専制」を容認する寛容を「消極的寛容」と批判し既存の多数決主義の半民主主義から脱却した真の民主主義を主張した。

- 衆人に訴える論証

多数を以てより優れた判断だと見なすことが、未来の予測を含む意思決定にとって正しいかどうか論証的にはわからない。1人の才能により価値が創造されることがあり、危機が回避されることがある。
- イラク戦争の際、アメリカ連邦議会で武力行使に反対したのはバーバラ・リーただ一人であった。しかし、リーの判断は正しかったことが後に実証された。

- 合議体の破綻

互いに譲り合えない基本的な利益についての互譲をもたらすには、非常に長い時間と粘り強い議論が必要となるが、急進派による性急な意思決定により決定的な分断が生じる可能性がある。「分裂した家（A house divided）」問題。
- 場の空気

社会心理学の見地から、他の主権者の意思を尊重する結果として、互譲の結果だれもが望まない結論に合意することがある（アビリーンのパラドックス）。
- 構成員の問題･パーテイション

当初から他の合議員の主権を尊重（尊敬）しない議員がいる場合、少数意見に多数派が支配される可能性がある。主権に階層が設定される場合（党派･パーテイション）最小勝利連合が成立する。

## 多数決の進化

### 二者択一
集団を構成する人員すべてが、二つの案の中から、他方よりふさわしい（もしくは自分に有利に働く）と思う方の案に投票し、最も多くの票を獲得した案をその集団の総意として決定するという方法。最も古典的な方法で、選択肢を別の方法で2つまで絞らなければならないことを除けば、多数決の理想である。

### 単記非移譲式投票
集団を構成する人員すべてが、複数の案の中から最もふさわしい（もしくは自分に最も有利に働く）と思う案に投票し、最も多くの票を獲得した案をその集団の総意として決定するという方法。二者択一から選択肢の数の制限をなくした。
- 単記非移譲式投票

しかし選択肢が3つ以上になったため、戦略投票の影響や過半数の死票、投票の逆理等、二者択一にはない多数の問題を抱えることになった。これを補うため、二者択一でも決定が確実な票数である、投票者数の過半数に達した場合に限り、その案を採用するなどの措置が取られることがある。

### より良い多数決の方法を求めて
選択肢が3つ以上の場合を考慮した、様々な多数決の方法が提案されている。詳細はen:Voting system。
- Approval voting

他の方法とは逆に、戦略投票のある方が良い結果を出す。
- 単記移譲式投票

不採用が確定した選択肢に投じてしまった票に、まだ不採用が確定していない選択肢への再投票を行なわせる方法。最後には、採用される選択肢に全ての票が集まるため、多数決の全面的なやり直しを伴わずに全会一致が得られる。
- シュルツ方式

コンドルセ方式の一種であり、IT業界で良く使われている投票手法。代表的なところでは、Wikipedia運営元のウィキメディア財団や、オープンソース界隈 (Debian、Ubuntu等) がこの方式を使用している。新しい手法であるため政治方面ではまだあまり使われていないが、IT系政党である海賊党はこの方式を使用している。

### 多数派とは何か?
これら様々な多数決の方法は、必ずしも同じ結果にならない。従って多数決の方法を変えれば、それに応じて多数派も変わってしまう。
この事は、多数決の方法を選択できる立場に居る者は、どの選択肢が多数派になるかをある程度操作できる事を意味する。
投票理論家ドナルド・サーリは以下のように述べる。

## 採用に必要な票数
通常は二者択一なので、
- 1/2 (50%) 以上、（下記と違い、一票でなく、%である）
- 半数 (1/2) + 一票

- 通常は、投票権のある人数は、偶数になるようにしてあり、引き分けになった時のみ、その投票を以て決着をつける権限が、議長に与えられている場合が多い（これは、国会・協会や学会等で議長席を巡って争いがおこる原因ではない。何故なら、議長は大抵の場合投票権のある人から選ばれ、議長の投票を含めても引き分けになる場合、議長は投票権を剥奪され行使できないからである。議長席の争いの原因は、議決に掛ける議案の順序で議決結果を左右できる投票の逆理のため。を参照）。

で決着がつくことが多いが、上記のように（目で見える程度の差としての）
- 2/3 (66.66 ..... %)

か、それ以上(憲法改正や組合や組織の定款改正等の場合)を要求されることが多い。また、特殊な場合には、
- 3/4 (75%)

か、それ以上が必要であると規定されている場合もあるが、
- 全会一致を必要とする場合もある。

しかし、全会一致は、特別な場合を除いて採用されなくなってきている。
歴史的な例: スパルタの成人式や、ある時代までのローマ教皇を決めたコンクラーヴェ。
採用に要求される票数が半数を超えると、二つの選択肢(「採用」か、「廃案」か)に同等な被投票権が与えられている場合、両者とも採用に必要な票数を取れない事が起きる。すると、コンクラーヴェの様に決定がなかなか行えず、その間、集団としての行動が麻痺する。これを防ぐため、「廃案」「前例踏襲」「君主に判断」「執行部に一任」「無作為」などの選択肢には特別な地位が与えられていることが多く、普通に提案された案を採用できない場合、これらが自動的に採用される。
- 憲法改正、有効投票数の2/3以上で採用…有効投票数の1/3超で「前例踏襲」が採用。
- 国際連盟、全会一致…一票以上で「無作為」を採用。

三つ以上の同等な被投票権を持つ選択肢から採用する場合、「死票」と同様に、多数決の方法によっては「採用に必要な票数」が無意味だったり定義できない場合がある。
- 優先順位付連記投票制…すべての票がひとつの選択肢に集まってしまう。